# András fia János
András fia János († 1392. március 10.?) szerémi megyés püspök.

## Élete
Nyitrai klerikus, Garai János veszprémi püspök káplánja, akinek kérésére megkapta a szentgyörgymezei prépostságot és egy esztergomi káptalani javadalmat. Mint veszprémi olvasókanonok, a pozsonyi Szent László-kápolna igazgatója. 1348-tól váradi, majd 1352-től esztergomi kanonok. 1359-től a páduai egyetem rektora, 1373-tól érseki helynök és pápai tizedszedő. 1375. január 10. és 1392 március 10. között töltötte be a szerémi püspöki tisztet.
A püspöki szék 1392 és 1393 között üres, utóda Pósafi Gergely.
Pius Bonifac Gams munkájában a püspöki széket 1378 (75?) és 1391 között tölti be, míg Conrad Eubel Hierarchia catholica medii et recentioris aevi című munkájában XI. Gergely pápa 1375. január 10-én erősítette meg.